# اچیری

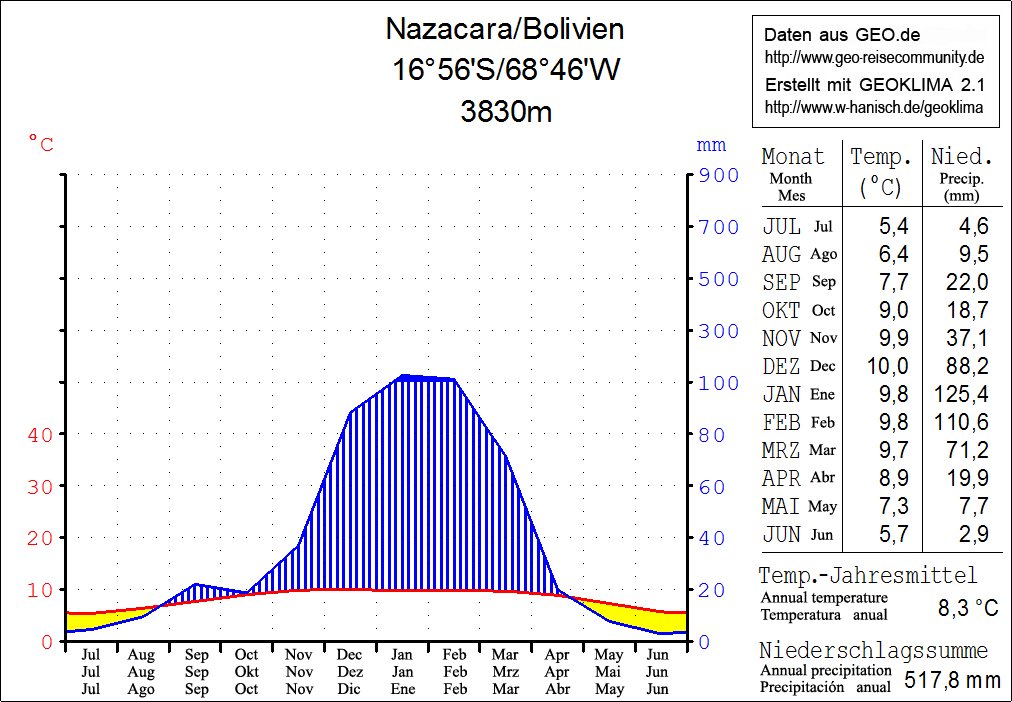
اچیری

اچیری (به اسپانیایی: Achiri) در بولیوی است که در la paz department (bolivia) واقع شده‌است.

## خصوصیات
اچیری ۶۴۶ نفر جمعیت دارد.